# 埃里克·韦斯坦因
埃里克·沃尔夫冈·韦斯坦因（英語：Eric Wolfgang Weisstein，1969年3月18日—），生於美國印第安納州，為數學及科學領域百科全書編纂者，沃尔夫勒姆研究公司員工，編纂MathWorld、ScienceWorld等線上百科全書。

## 外部連結
- 韦斯坦因個人網站（英文）
- MathWorldArchive.today的存檔，存档日期2000-02-29
- ScienceWorld （页面存档备份，存于）